# Walter Model

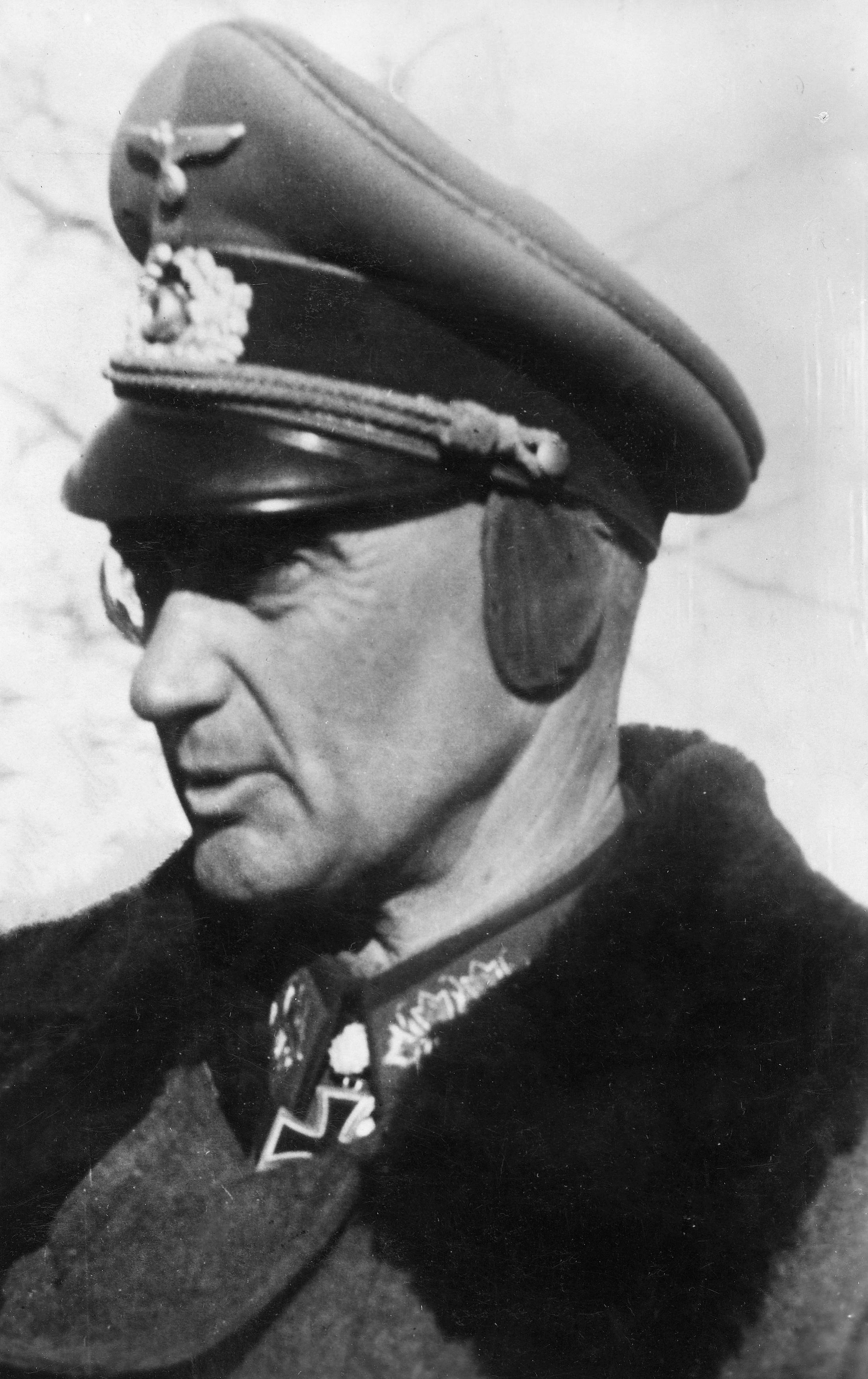
Walter Model (1942 oder 1943)

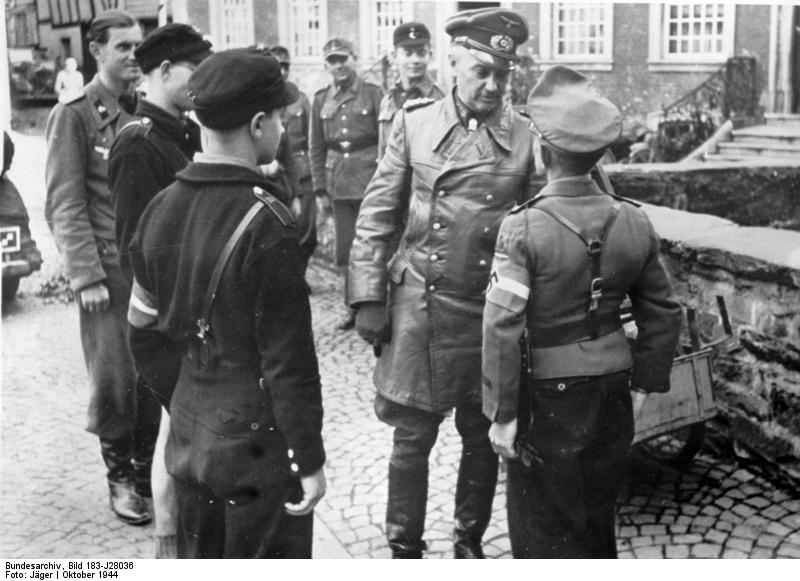
Walter Model im Gespräch mit Hitlerjungen, Oktober 1944

Otto Moritz Walter Model (* 24. Januar 1891 in Genthin, Provinz Sachsen; † 21. April 1945 bei Duisburg) war ein deutscher Heeresoffizier (ab 1944 Generalfeldmarschall) und während des Zweiten Weltkrieges Oberbefehlshaber verschiedener Armeen und Heeresgruppen sowie 1944 kurzzeitig Oberbefehlshaber West. Aufgrund der von ihm befohlenen Gräueltaten gegen die Zivilbevölkerung wurde er von der Sowjetunion in die Liste der Kriegsverbrecher aufgenommen. Er galt unter Offizieren der Wehrmacht als Anhänger Hitlers und wurde in den deutschen Stäben auch „Hitlers Feuerwehrmann“ genannt, da er ab 1943 immer wieder an verschiedene, kritisch gewordene Punkte der (Ost-)Front geschickt wurde, um die Lage unter Kontrolle zu bringen.

## Leben

### Kaiserreich und Erster Weltkrieg
Walter Model war der jüngere Sohn des städtischen Musiklehrers Otto Model und seiner Frau Maria, geborene Demmer.

In seiner Kindheit und Jugend besuchte er Schulen in Genthin, Erfurt und Naumburg. Seine Schullaufbahn endete mit dem Bestehen der Abiturprüfung. Im Jahr 1909 trat Walter Model als Fahnenjunker in das Infanterie-Regiment „von Alvensleben“ (6. Brandenburgisches) Nr. 52 in Cottbus ein. Im selben Jahr besuchte er, nun als Fähnrich, die Kriegsschule Neiße. Am 22. August 1910 wurde er zum Leutnant im I. Bataillon in Crossen ernannt.
Ernennungen/Beförderungen
- 27. Februar 1909 Fahnenjunker
- 19. November 1909 Fähnrich
- 22. August 1910 Leutnant
- 25. Februar 1915 Oberleutnant
- 18. Dezember 1917 Hauptmann
- 1. Oktober 1929 Major
- 1. November 1932 Oberstleutnant
- 1. Oktober 1934 Oberst
- 1. März 1938 Generalmajor
- 16. März 1940 Generalleutnant
- 26. Oktober 1941 General der Panzertruppe
- 28. Februar 1942 Generaloberst
- 30. März 1944 Generalfeldmarschall

Bei Beginn des Ersten Weltkriegs war Model Bataillonsadjutant; noch vor dem Jahresende wurde er Regimentsadjutant.
Am 25. Februar 1915 erhielt er die Beförderung zum Oberleutnant und wurde im Mai 1915 schwer verwundet. Ab April 1916 belegte Model einen Kurzlehrgang für angehende Generalstabsoffiziere in Sedan und wurde – zurück an der Westfront – Adjutant bei der 10. Infanterie-Brigade und später Kompaniechef im Leib-Grenadier-Regiment „König Friedrich Wilhelm III.“ (1. Brandenburgisches) Nr. 8. Hier wurde er abermals schwer verwundet. Nach seiner Genesung wurde Model am 7. Juni 1917 als Ordonnanzoffizier zur Obersten Heeresleitung (OHL) kommandiert. Dort wurde er dem Chef der Operationsabteilung zugeteilt und begab sich unter anderem auf eine Dienstreise in die Türkei. Am 18. November 1917 wurde er zum Hauptmann ernannt. Am 10. März 1918 wurde Model als Zweiter Generalstabsoffizier (Ib) zur Garde-Ersatz-Division und am 30. August 1918 als Ib zur 36. Reserve-Division versetzt.

### Weimarer Republik
Nach dem Waffenstillstand vom 11. November 1918 marschierte die 36. Reservedivision über Aachen nach Danzig zurück und wurde dort demobilisiert. Model meldete sich zu neuer Verwendung und wurde vom 19. Januar bis zum 19. Juli 1919 als Generalstabsoffizier beim XVII. Armee-Korps dem Grenzschutz Ost zugeteilt.
Nach dem am 28. Juni 1919 unterzeichneten Frieden von Versailles wurde Danzig Freistaat und Model zur Reichswehrbrigade 7 in Westfalen versetzt. Im Auftrag löste Model ab September/Oktober 1919 im Baltikum widerstrebende Truppeneinheiten auf, vor allem die sogenannte Eiserne Division. Kurzzeitig tat er Dienst in Münster als Kompaniechef im II. Bataillon des Infanterieregiments 14. Im März 1920 wurde Model dem Kommandeur der Sicherungstruppen im Abschnitt II der „militärisch verdünnten Zone“ östlich des Rheins, im Bergischen Land, zugeteilt. Er übernahm die MG-Kompanie im I. Bataillon des I.R. 14, die am 15. März 1920 nach Elberfeld-Barmen wegen schwerer Unruhen während des Generalstreiks gegen den Kapp-Putsch verlegt wurde. Gegen die Übermacht der Aufständischen musste Models Bataillon den Rückzug der Reichswehrtruppen decken. Nach der Konsolidierung der Reichswehr im Oktober 1920 wurde Model 1921 Generalstabsoffizier im „getarnten Generalstab“ in Münster. Im Oktober 1925 erfolgte die Versetzung zum 8. (Preußisches) Infanterie-Regiment und die Umsiedlung mit seiner Frau Herta nach Görlitz.
Dort schrieb Model die biografisch-kriegsgeschichtliche Studie über Gneisenau, die 1929 im Sammelband Führertum publiziert wurde.
Am 30. September 1928 wurde er als Generalstabsoffizier zur 3. Division nach Berlin versetzt und unterrichtete unter anderen auch die späteren Bundeswehr-Generale Hans Speidel und Adolf Heusinger während ihrer Generalstabsausbildung.
1929 wurde Model zum Major ernannt und im Jahr darauf zum Truppenamt in die Ausbildungsabteilung (T4)  versetzt.
Vom 20. August bis zum 1. Oktober 1931 befand sich Model auf einer Russlandreise im Rahmen der geheimen Beziehungen zwischen Reichswehr und Roter Armee. 1932 engagierte sich Model für Aktivitäten, um die „ob der Arbeitslosigkeit verzweifelnde Jugend […]“ weg von den in „großen paramilitärischen Verbänden organisierten Gruppen […]“ an die Reichswehr heranzuführen (Reichskuratorium für Jugendertüchtigung). „Einer der Mitarbeiter des Reichskuratoriums, Oblt. a. D. Dr. Boysen, gewann die Überzeugung, Model sei aufgrund der ewigen Schwierigkeiten mit der SA-Führung damals zum Gegner der NSDAP geworden.“
Am 1. November 1932 wurde Model zum Oberstleutnant befördert.

### Nationalsozialismus

#### Vorkriegszeit
Bald nach der Machtübernahme durch Hitler am 30. Januar 1933 löste die SA das „Reichskuratorium“ auf. Anfang November wurde Model als Bataillonskommandeur zum Infanterieregiment Nr. 2 nach Allenstein in Ostpreußen versetzt.
Am 1. Oktober 1934 wurde Model zum Oberst befördert und am 1. November 1934 Kommandeur des 2. (Preußisches) Infanterie-Regiments, ebenfalls in Allenstein. Model wurde am 15. Oktober 1935 zum Chef der neu eingerichteten technischen Abteilung im Generalstab des Heeres ernannt. Auf Models Anregung ging „die Konstruktion eines motorisierten, gepanzerten Infanteriebegleitgeschützes“, das Sturmgeschütz, zurück. Am 1. März 1938 wurde er zum Generalmajor und am 10. November 1938 zum Chef des Generalstabes des IV. Armeekorps in Dresden ernannt.

#### Zweiter Weltkrieg

##### Krieg gegen Polen und Frankreich
Den Zweiten Weltkrieg begann Model als Chef des Generalstabes des IV. Korps der 10. Armee des Generals Walter von Reichenau. Schon kurz nach dem Ende des Überfalls auf Polen, am 13. Oktober 1939, wurde Model vom Chef des Generalstabs des Heeres, General Franz Halder, als Chef des Generalstabes der neuen 16. Armee unter General Ernst Busch vorgesehen. In dieser Funktion nahm Model ab dem 10. Mai 1940 am Westfeldzug teil. Am 1. April 1940 war Model zum Generalleutnant befördert worden.
Am 13. November 1940 wurde er Kommandeur der 3. Panzer-Division, eines wegen zahlreicher Abgaben nach Nordafrika in Auflösung befindlichen Verbandes, den er erst wieder einsatzfähig machen musste und ein halbes Jahr lang nach seinen Vorstellungen völlig umformte.

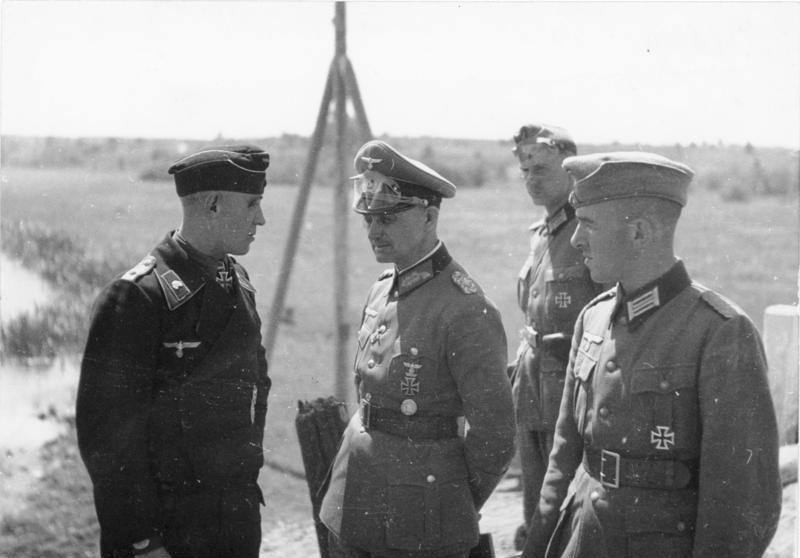
Model (2. v.l.) als Kommandeur der 3. Panzer-Division an der Ostfront, Juli 1941

Am 31. Mai 1941 erhielt die 3. Panzer-Division Befehl zur Verlegung nach Ostdeutschland. In der Truppe dachte man an eine Verwendung als Grenzschutz. Mitte Juni 1941 bezog die Division Bereitstellungsräume in Polen, westlich des Bugs. „Seit April 1941 muß Model klar gewesen sein, was die Stunde geschlagen hatte.“

##### Krieg gegen die Sowjetunion
Nach dem Angriff auf die Sowjetunion am 22. Juni 1941 erzielten Models Panzer Anfang Juli 1941 den Durchbruch über den Bug, nahmen an weiteren Gefechten teil und schlossen im September 1941 den Kessel von Kiew. Mit Wirkung vom 1. Oktober 1941 zum General der Panzertruppe befördert, erreichte ihn am 26. Oktober 1941 auf dem Weg nach Moskau die Nachricht von seiner Versetzung als Kommandierender General des XXXXI. Panzerkorps an den Mittelabschnitt der Ostfront. Beim Angriff auf Moskau gelangte Models Korps Anfang Dezember 1941 in eine Position nördlich der Hauptstadt. „Am 5. und 6. Dezember 1941 schlug jedoch der Gegner zurück.“

Die 9. Armee, der Models XXXXI. Korps unterstellt war, wurde nach Südwesten auf Rschew abgedrängt. Über ihren Oberbefehlshaber notierte Generalstabschef Halder: „Strauß kann nicht mehr“. Model wurde am 16. Januar 1942 für das Kommando über die 9. Armee vorgesehen. Die Armee war im „Bogen von Rschew“ durch einen Zangenangriff von Konews Kalinin-Front und Schukows Westfront schon fast eingekesselt, als Model sich die Lage erläutern ließ. Am nächsten Tag stand Model in der Wolfsschanze erstmals Hitler gegenüber: Er schlug eine Klärung der Lage durch eine Angriffsoperation vor. „Hitler war perplex und sagte: ‚Dann machen Sie es!‘“
Am 5. Februar 1942 war die Lage bereinigt – die abgeschnittenen Reste von drei sowjetischen Angriffsarmeen bedrohten jedoch in den großen Waldgebieten weiterhin den Rücken der 9. Armee. Am 28. Februar 1942 wurde Model zum Generaloberst befördert und erhielt das Eichenlaub zum Ritterkreuz.
Am 25. Mai 1942 wurde Model schwer verwundet. Am 7. August 1942 brach er seinen Genesungsurlaub in Dresden ab und flog wieder zur Front, „wo die Hölle los war“.
Die Schlacht endete am 26. September 1942 mit hohen Verlusten der sowjetischen Westfront. Gleichzeitig mit der Operation Uranus setzten die Sowjets unter Marschall Schukow am 24. November 1942 in der Operation Mars auch zum Großangriff am Rschew-Bogen an, der am 10. Januar 1943 mit dem nächsten Abwehrerfolg Models endete. Inzwischen schien selbst Hitler die Räumung des „kräftezehrenden Bogen von Rschew“ unumgänglich. Das „Unternehmen Büffel“ organisierte Model als geordneten Rückzug bis Ende März 1943.
Am 3. April 1943 erhielt er das Eichenlaub mit Schwertern zum Ritterkreuz. Die schweren Schlachten um Rschew, die Model mit einem geglückten Rückzug abschloss, begründeten seinen Ruhm als „Meister der Defensive“.
Die durch den Rückzug eingesparten Kräfte bestärkten Hitler in seinen Plänen zu einer Sommeroffensive 1943.
Im Krieg gegen die Sowjetunion realisierte Model in seinem Befehlsbereich die Taktik der verbrannten Erde; dies beinhaltete unter anderem die Vernichtung der russischen Ernte und die Deportation der Zivilbevölkerung nach Westen. Er kooperierte auch mit den Einsatzgruppen der Sicherheitspolizei und des SD. Vor allem für seine Zeit als Kommandeur der 9. Armee ist eine „laufende Zusammenarbeit“ mit der Einsatzgruppe B nachzuweisen. Entsprechend seinen Gräueltaten gegenüber russischen Zivilisten wurde Model von der Sowjetunion auf die Liste der Kriegsverbrecher gesetzt.
Als Oberbefehlshaber der 9. Armee hatte Model eine Schlüsselposition für das Unternehmen Zitadelle, die dritte und letzte Sommeroffensive der Wehrmacht in Russland. Die deutschen Soldaten kamen aufgrund schwerer Kämpfe nur langsam voran. Vom 5. bis zum 13. Juli 1943 fand im Rahmen des Unternehmens Zitadelle im Kursker Frontbogen die bis heute größte Panzerschlacht der Geschichte statt, in der auf deutscher knapp über 1000 und auf sowjetischer Seite mehrere tausend Panzer eingesetzt waren. Am 12. Juli 1943 ordnete Hitler an, die Offensive abzubrechen. Am 5. November 1943 wurde Model für zwei Monate in die Führerreserve versetzt. Das Kommando über die 9. Armee übernahm Josef Harpe.

##### Ernennung zum Generalfeldmarschall
Im Januar 1944 wurde Model von Adolf Hitler zum Oberbefehlshaber der Heeresgruppe Nord (Leningrad-Nowgoroder Operation) und am 30. März 1944 zum Generalfeldmarschall ernannt, bei gleichzeitiger Ernennung zum Oberbefehlshaber der Heeresgruppe Nordukraine. Als im Zuge der am 22. Juni 1944, dem 3. Jahrestag des deutschen Angriffs, beginnenden sowjetischen Sommeroffensive die Heeresgruppe Mitte zusammenbrach, löste Model Generalfeldmarschall Busch als Oberbefehlshaber der Heeresgruppe am 28. Juni 1944 ab. Den Befehl über die Heeresgruppe Nordukraine gab er erst einen Monat später ab (Lwiw-Sandomierz-Operation). Nach dem gescheiterten Attentat vom 20. Juli 1944 bekundete Model gegenüber Hitler seine Loyalität und übertraf damit alle anderen Ergebenheitsadressen deutscher Generalfeldmarschälle. Er ignorierte Anfang August 1944 einen Haltebefehl von Hitler und inszenierte eigenmächtig einen Gegenangriff, der am 1. bis 4. August 1944 zur Panzerschlacht vor Warschau führte. Vier deutsche Panzerdivisionen kesselten für alle überraschend die sowjetische 2. Panzerarmee unter Alexei Iwanowitsch Radsijewski ein und verhinderten so den kurzfristigen Zusammenbruch der Ostfront. Im weiteren Verlauf des gleichzeitig stattfindenden und dann weiter andauernden Warschauer Aufstandes standen zeitweise im Raum um Warschau 13 sowjetische Armeen zwei deutschen gegenüber, ohne vorzurücken.

##### Krieg im Westen

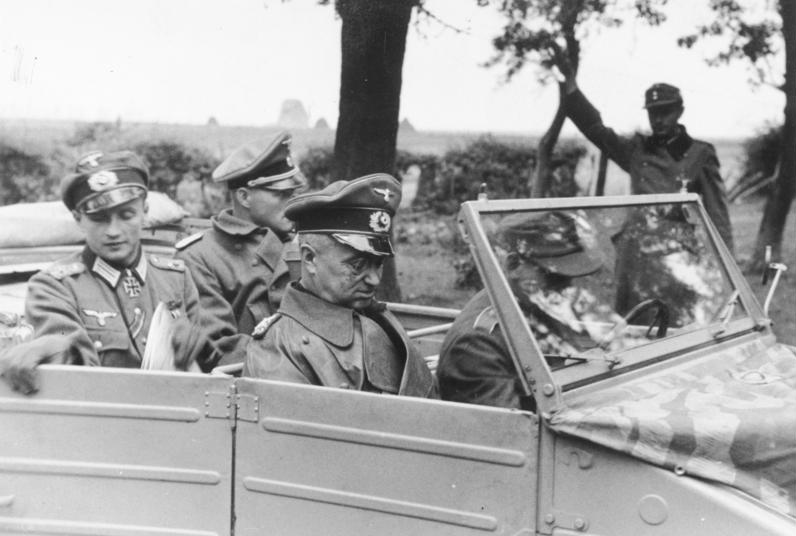
Model (Mitte) an der Westfront, Oktober 1944

Nachdem sich Model bei verschiedenen Verwendungen in Russland den Ruf erworben hatte, in schwierigen Situationen Fronten stabilisieren zu können, wurde er am 16. August 1944 von Hitler von der Ostfront nach Berlin befohlen und zum Oberbefehlshaber West (OB West) ernannt bei gleichzeitiger Übernahme des Oberbefehls über die Heeresgruppe B. Am 17. August 1944 erhielt er die Brillanten zum Ritterkreuz und traf noch am selben Tag an der Westfront ein. Seine Aufgabe dort war, die Lage zu festigen und Paris zu halten, doch handelte es sich zu diesem Zeitpunkt – nach der Schlacht um Falaise – bereits um eine zusammengebrochene Front. Da auch die Seine-Linie nicht mehr zu halten war, organisierte Model sofort den Rückzug der deutschen Truppen aus Frankreich. Mit dem Abwehrerfolg bei Arnheim gelang die Stabilisierung der Front an der deutschen Grenze (Westwall). Zu seiner Entlastung und aus propagandistischen Zwecken wurde auf dem Posten des Oberbefehlshabers West sein Vorgänger, Generalfeldmarschall Gerd von Rundstedt, am 5. September 1944 wieder sein Nachfolger.
Nach dem Scheitern der Ardennenoffensive im Dezember 1944 und dem Durchbruch der alliierten Streitkräfte ab März 1945 in das Reichsgebiet über den Rhein wurde Models Heeresgruppe B im Ruhrkessel eingeschlossen.

##### Zusammenbruch des Reichs
Das Bild Walter Models in den letzten Kriegstagen ist zwiespältig. Noch Ende März 1945 betonte er vor den ihm unterstellten Generälen und Offizieren: „Der Sieg der nationalsozialistischen Idee steht außer Zweifel, die Entscheidung liegt in unserer Hand!“.
Er unterstützte die Weisungen Heinrich Himmlers, mit unmenschlicher Härte gegen Deserteure vorzugehen. In Essen ließ er Fahnenflüchtige standrechtlich erschießen. In Düsseldorf wurden der Kommandant der Schutzpolizei Franz Jürgens und einige andere Personen, die sich im Rahmen der Aktion Rheinland eigenmächtig um Übergabeverhandlungen mit den bis an den Rhein vorgerückten amerikanischen Streitkräften bemüht hatten, von einem Standgericht, das von Model offenbar geduldet worden war, am 16. April 1945 abgeurteilt und erschossen. Model beschwor somit einerseits den Endsieg, andererseits hatte er jedoch die Aussichtslosigkeit der militärischen Lage erkannt und schließlich zumindest teilweise zur Handlungsgrundlage genommen.
Model führte den „Nerobefehl“, die von Hitler angeordnete vollständige Zerstörung sämtlicher Industrie-, Verkehrs- und Versorgungseinrichtungen, im Ruhrgebiet zwar teilweise, aber nicht vollständig aus.
Er entschied sich eigenmächtig, seine Heeresgruppe aufzulösen. Seinen Stabschef Generalmajor Carl Wagener wies er an, die ganz jungen und die alten Soldaten sofort zu entlassen, damit sie als Zivilisten nach Hause zurückkehren konnten. Die übrigen sollten sich innerhalb der nächsten drei Tage entscheiden, entweder ebenfalls heimzukehren, sich einzeln zu ergeben oder aber sich zur nächsten noch kämpfenden Truppe durchzuschlagen. Schon zwei Tage später, am 15. April 1945, spalteten die Alliierten den Kessel. Noch am selben Abend war der östliche Teil überrannt. Models Truppe löste sich nun schnell auf.
Da ihm der Gedanke an eine Kapitulation unerträglich war, lehnte er noch am 17. April das Angebot des US-Generals Matthew B. Ridgway ab, sich zu ergeben und so die Zivilbevölkerung zu schonen.

##### Tod

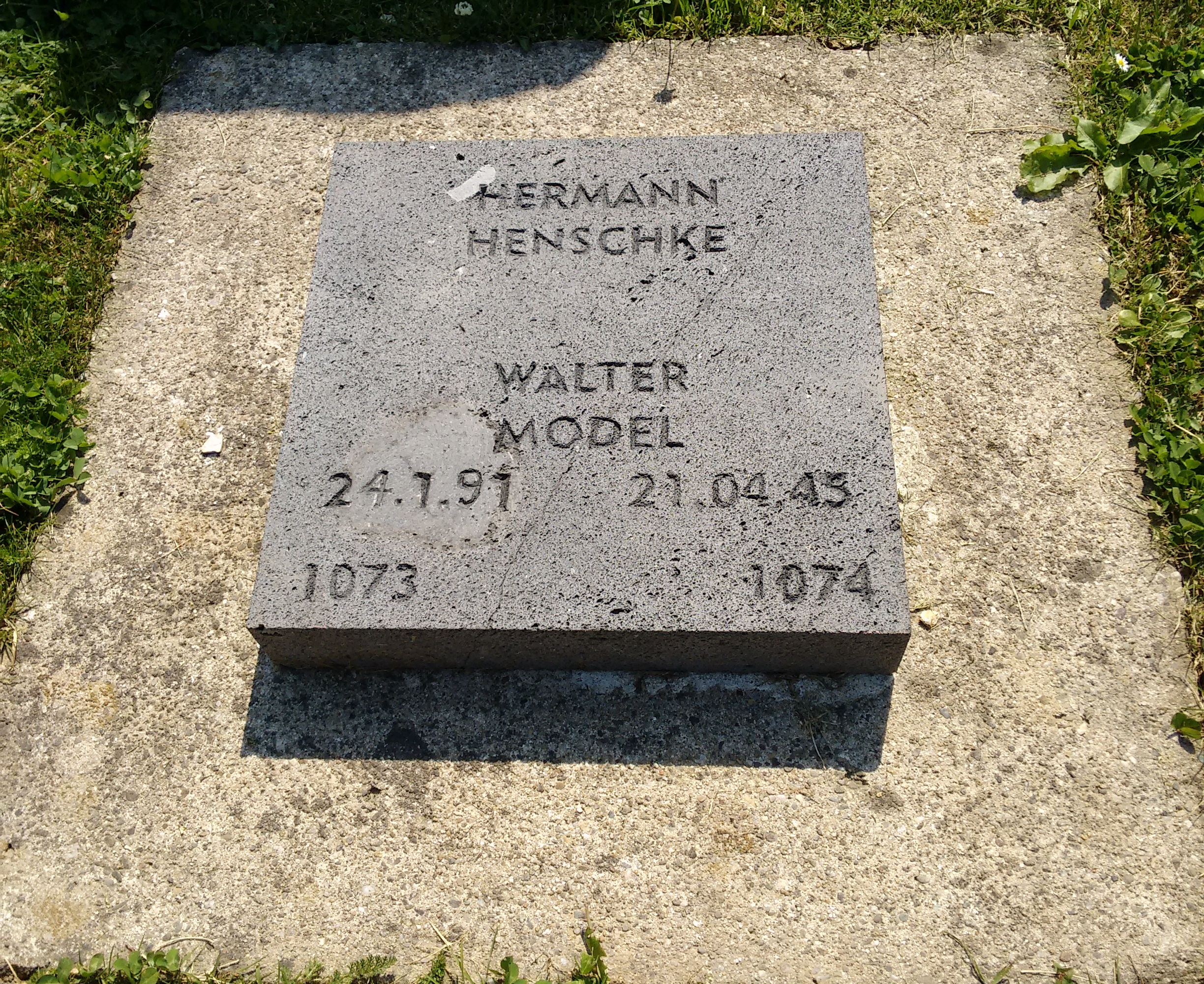
Grab Models auf dem Soldatenfriedhof Vossenack

Am 21. April 1945 erschoss sich Walter Model im Spee’schen Wald, zwischen Wedau und Lintorf unweit der Sechs-Seen-Platte, denn für ihn war schon der Gedanke einer Kapitulation als verantwortlicher Feldmarschall gegenüber Bernard Montgomery oder den Amerikanern unvorstellbar. Seine verbliebenen Generalstabsoffiziere, Oberst Theodor Pilling, Oberstleutnant Roger Michael und Major Winrich Behr, begruben ihn, seinem Wunsch entsprechend, an Ort und Stelle.
Den unterstellten Kommandeuren im Ruhrkessel hinterließ er die nationalsozialistisch geprägte Botschaft: „Unter dem Druck der Kriegsereignisse zeigt sich, dass noch immer weite Kreise des deutschen Volkes und damit auch der Truppe vom jüdischen und demokratischen Gift der materialistischen Denkweise verseucht sind“. Das Vorbild des Offiziers sei entscheidend, um den Sieg der nationalsozialistischen Idee zu erzwingen.
Am 26. Juli 1955 wurde Models Feldgrab mit Hilfe von Winrich Behr und im Beisein seines Sohnes Hansgeorg Model wiedergefunden und die Leiche exhumiert. Auf der Kriegsgräberstätte Vossenack in der Nordeifel fand er seine letzte Ruhe. Sein Grab dort trägt die Nummer 1074. Die Grabplatte von Models Grab musste aufgrund Diebstahls mehrfach erneuert werden. Sein Nachlass befindet sich im Bundesarchiv-Militärarchiv.

### Privatleben
Am 12. Mai 1921 heiratete Model in Frankfurt am Main Herta Huyssen (* 4. Februar 1892 in Niederbreisig; † 5. Mai 1985 in Bonn). Aus dieser Ehe gingen zwei Töchter und ein Sohn hervor. Der Sohn Hansgeorg war später Brigadegeneral bei der Bundeswehr.
Alle drei Kinder Models wurden von Pastor Martin Niemöller getauft. Model und Niemöller waren seit 1923 miteinander bekannt und stimmten in vielem überein. Model war evangelischer Christ und Kirchgänger und hielt sich von den nationalsozialistischen, auch von Niemöller abgelehnten „Deutschen Christen“ fern. Auch ab 1929 in Berlin war Niemöller ein gern gesehener Gast im Hause Model.
Ein Bruder von Walter Model war der Rechtsanwalt und Publizist Otto Model.
Einem breiteren Publikum wurde die Person Models durch den englisch-amerikanischen Spielfilm „Die Brücke von Arnheim“ aus dem Jahr 1977 bekannt, in dem die Ereignisse um die alliierte Operation Market Garden behandelt werden. Darin wird Model von dem österreichischen Schauspieler Walter Kohut dargestellt.

### Model als Armeekommandeur
Model hatte als Armeekommandeur eine Verteidigungsstrategie, die von anderen Kommandeuren abwich. Bei der Lagebeurteilung setzte er auf Informationen, die sich auf Quellen und Aufklärung an der Front stützten, anstatt sich auf Berichte von Analysten von Abteilung Fremde Heere Ost zu verlassen. Er setzte auf eine durchgehende Frontlinie, egal wie dünn sie besetzt war. Er bildete taktische Reserven, um einen Durchbruch zu verhindern, abzuriegeln und, falls notwendig, zu bereinigen. Er zentralisierte die Artillerieführung und -kontrolle. Model organisierte seine Artillerie in speziellen Bataillonen, die direkt den Divisions- und Korpskommandeuren unterstellt waren, während die Artillerie normalerweise auf die einzelnen Regimenter verteilt war. Er wählte diese Organisation, um die maximale Feuerkraft auf einen Punkt lenken zu können. Er ließ mehrere statische Verteidigungslinien vorbereiten, um den Vormarsch des Feindes zu verzögern. Model ignorierte dabei Hitlers Befehl, der verbot, mehrere Verteidigungslinien zu errichten.

### Persönlichkeit
Heinz Guderian beschrieb Model als „kühnen, unermüdlichen Soldaten“. In der Tat war Model ein rastloser, unentwegt hart arbeitender Offizier. Er wurde von vielen als sehr ehrgeizig, dabei doch immer kompetent eingeschätzt. Darüber hinaus galt Model als ein sehr unbequemer Mensch, der sich nicht scheute, seine Meinung – auch Vorgesetzten oder Hitler persönlich – zu sagen. Friedrich Wilhelm von Mellenthin erwähnte sein hitziges und oft unberechenbares Temperament. Bei der Übernahme neuer Kommandos kam es oft zu Beleidigungen, so zum Beispiel 1944, als Model Georg von Küchler als Oberbefehlshaber der Heeresgruppe Nord ablöste. Sein Umgang mit untergebenen Offizieren und auch mit gleichrangigen Befehlshabern war ruppig und harsch, weshalb er gefürchtet und bisweilen gehasst wurde. Model war einer der wenigen Offiziere, die es riskierten, Hitler in Fragen der Kriegsführung zu widersprechen.
Model versuchte stets demonstrativ als unpolitischer Soldat aufzutreten. Damit erreichte er jedoch das genaue Gegenteil, so dass er zuletzt sogar unter Offizieren der Wehrmacht als überzeugter Anhänger Hitlers galt. Dementsprechend äußerte er sich – wie viele andere Generäle auch – abfällig über das am 20. Juli 1944 auf Adolf Hitler verübte Attentat. Auch Models Sohn Hansgeorg beschrieb seinen Vater als loyalen Gefolgsmann Hitlers.
Typisch für ihn war ein enormes Selbstbewusstsein, das bisweilen in Selbstüberschätzung ausartete. Beispielhaft hierfür seien folgende Begebenheiten erwähnt: Als er Anfang 1942 das Kommando über die 9. Armee an der linken Flanke der Heeresgruppe Mitte übernahm, wurde er gefragt, wie viele Männer er (für einen bevorstehenden Angriff) an Verstärkung mitgebracht habe. Seine Antwort: „Mich!“. Als er von der alliierten Luftlandeoperation bei Arnheim erfuhr, dachte er, es handele sich um ein Kommandounternehmen, durch das er entführt werden sollte.
Eine Marotte Models war, dass er ledige Offiziere nur ungern für Orden oder Beförderungen vorschlug.

## Auszeichnungen (Auswahl)
- Eisernes Kreuz II. Klasse, 20. September 1914[45]
- Eisernes Kreuz I. Klasse, 19. Oktober 1915
- Ritterkreuz des Königlichen Hausordens von Hohenzollern mit Schwertern, 26. Februar 1917
- Ritterkreuz des Eisernen Kreuzes, 9. Juli 1941
- Ritterkreuz mit Eichenlaub, 28. Februar 1942
- Ritterkreuz mit Schwertern, 3. April 1943
- Ritterkreuz mit Schwertern und Brillanten, 17. August 1944.